# SaiNet Vision
SaiNet Vision（サイネットビジョン）は、埼玉高速鉄道所有の車両の車内客用ドア上部に設置されていた液晶ディスプレイ、およびそれを用いた動画PRサービスである。
ここでは後継のダイナミックビークルスクリーンについても述べる。

## 概要
同社の2000系電車の全車両（6両10編成、計60両）に、LED案内表示器のない側のドア上に千鳥配置で各1台ずつ、1両あたり計4台設置されている。
同社の社長に就任した杉野正が、それ以前に社長を務めていたしなの鉄道で同様のサービスを行って成功したことから、同社でも導入したもの。同社が運営事業者を募集した結果、2006年（平成18年）から、埼玉県内で事業を展開しているインターネットプロバイダ事業者の彩ネットの子会社である彩ネットアドが設置費用を負担し、同社ならびに東京メトロの関連会社であるメトロコマースと提携してサービスを開始し、2012年（平成24年）2月以降はサイホープロパティーズが媒体社となり「Saiho Railway Vision（SRV）」として運用している。
装置はDVDを用いてエンドレス再生する単純な仕組みで、このため直通先の東京メトロ南北線や東急目黒線でも全く同じ内容の映像を見ることができる。コンテンツはコマーシャル（CM）などが放映されるが、東日本旅客鉄道（JR東日本）のトレインチャンネルと同様に音声は流れない。開始当初はCMの合間に環境映像も流していた。
放映されるCM動画も、当初は埼玉高速鉄道線沿線の企業や「PASMO」などが多かったが、2007年初頭頃より、一般の大手スポンサー提供によるCMが頻繁に流れるようになった。一時、資生堂などの大手スポンサーがコマーシャルを流したときは一度に何本ものCMを連続して、5分ほど放映されたこともある。
その他のコンテンツとしては、下記のようなものがある。
- 「鈴木あきえ／高木梓のスピードクイズ」（終了） - 女性タレントが4択クイズを出題する。
- 「livedoor デイリー4コマ」 - ライブドア提供の4コマ漫画。
- 時事通信社配信のニュース（終了）
- 「ウェザーニュース」 - ウェザーニューズ提供のお天気情報。トレインチャンネルで提供されているコンテンツのSaiNet Vision版。

このほか、映画情報などを放映している。

## ダイナミックビークルスクリーン
2019年以降、液晶ディスプレイをダイナミックビークルスクリーンに置き換えた。これはNTTドコモ、埼玉高速鉄道、ビズライト・テクノロジー、LIVE BOARDの4社による共同開発で、鉄道車両内では世界初となるカメラとIoT機器によるリアルタイムな環境変化(電車内の混雑状況、温度、湿度など)をAIで解析し、車両内外の環境変化に応じた広告や情報をドコモのLTE回線を使用してリアルタイムで表示内容や広告を切り替えることができるものである。これを各社ではダイナミックDOOH（Digital Out Of Home）事業と称している。
このタイプは2019年11月中旬から車両内に順次設置され、2020年4月までに全車両に搭載されている。